# 井川町御領田
井川町御領田（いかわちょうごりょうでん）は、徳島県三好市の町名。郵便番号は779-4802。

## 地理
三好市の北東部に位置。東は井内谷川を挟んで井川町辻、北は井川町野津後流、西は井川町タクミ田、南は井川町野津後、井川町岡野前とそれぞれに接する。
地内を東西にJR徳島線が通り、辻駅が設置されている。

## 歴史
- 2006年（平成18年）3月1日 - 三好郡井川町が三野町・池田町・山城町・東祖谷山村・西祖谷山村と合併して三好市が発足し、現在の町名となる。

## 世帯数と人口
2021年（令和3年）11月30日現在の世帯数と人口は以下の通りである。
| 町丁         | 世帯数 | 人口  |
| ------------ | ------ | ----- |
| 井川町御領田 | 93世帯 | 196人 |

## 施設
- 徳島県立池田高等学校辻校
- 徳島県立三好寮

## 交通

### 鉄道
- JR土讃線の辻駅。

### 道路
国道
- 国道192号